# MUI (интерфейс)
Magic User Interface (MUI, Магический интерфейс пользователя) —  объектно-ориентированная система, разработанная Stefan Stuntz, для создания и работы в графическом интерфейсе пользователя. Интерфейс имеет исключительные возможности по настройке: каждый элемент интерфейса может быть независимо настроен пользователем, а разные программы могут иметь индивидуальные настройки интерфейса.
MUI был написан для AmigaOS и быстро получил широкую популярность у пользователей и программистов. Его портировали для линейки процессоров PowerPC и адаптировали в качестве интерфейса используемого по умолчанию для операционной системы MorphOS. Также, программный интерфейс MUI был повторен в Zune, использующемся в операционной системе AROS.

## Предпосылки к созданию
«На мой взгляд, ни программист, ни операционная система не должны определять, как должны выглядеть элементы графического интерфейса. Единственный человек, который может здесь правильно выбирать, - это сам пользователь приложения. Это то, чего пытается достичь MUI. Пользователь приложения MUI может выбирать (если он хочет этого) между использованием стандартных системных элементов управления, типа полос прокрутки и настройкой собственного, совершенно необычного дизайна. Например, кнопок в виде кирпичей скользящих по фоновому узору с изображением каменной стены». Стефан Штунц, автор MUI, comp.sys.amiga, 13.08.1993

## Другие GUI
В настоящее время существует два основных интерфейса для Amiga, дополняющих друг друга. Наиболее распространенный MUI (адаптированный в AROS, MorphOS и использующийся в большинстве программ), и второй, ReAction, который был использован в AmigaOS 3.5 и 3.9, а в настоящее время используется в AmigaOS 4. 
В разработке находится GTK MUI wrapper  который позволит портировать различные программы написанные под GTK.

## Расширение палитры в Workbench
MUI расширяет четырёхцветную палитру Workbench еще четырьмя дополнительными цветами, для более плавной передачи цветовых заливок. Пакет MagicWB использует эти дополнительные цвета для отображения более красивых иконок.
|            | Восьмицветная палитра MUI | Восьмицветная палитра MUI | Восьмицветная палитра MUI | Восьмицветная палитра MUI | Восьмицветная палитра MUI | Восьмицветная палитра MUI | Восьмицветная палитра MUI | Восьмицветная палитра MUI |
| ---------- | ------------------------- | ------------------------- | ------------------------- | ------------------------- | ------------------------- | ------------------------- | ------------------------- | ------------------------- |
| Компонента |                           |                           |                           |                           |                           |                           |                           |                           |
| Red        | 149                       | 000                       | 255                       | 59                        | 123                       | 175                       | 170                       | 255                       |
| Green      | 149                       | 000                       | 255                       | 103                       | 123                       | 175                       | 144                       | 169                       |
| Blue       | 149                       | 000                       | 255                       | 162                       | 123                       | 175                       | 124                       | 151                       |